# 韋雷特諾湖
韋雷特諾湖（英語：Lake Vereteno），是南極洲的湖泊，位於伊利沙伯女皇地，處於倫克山脈以南2.8公里的布雷德內斯半島東北部，長2.8公里，現時由南極條約體系管理。
68°31′S 78°25′E / 68.517°S 78.417°E